# Mezzo di Pasta

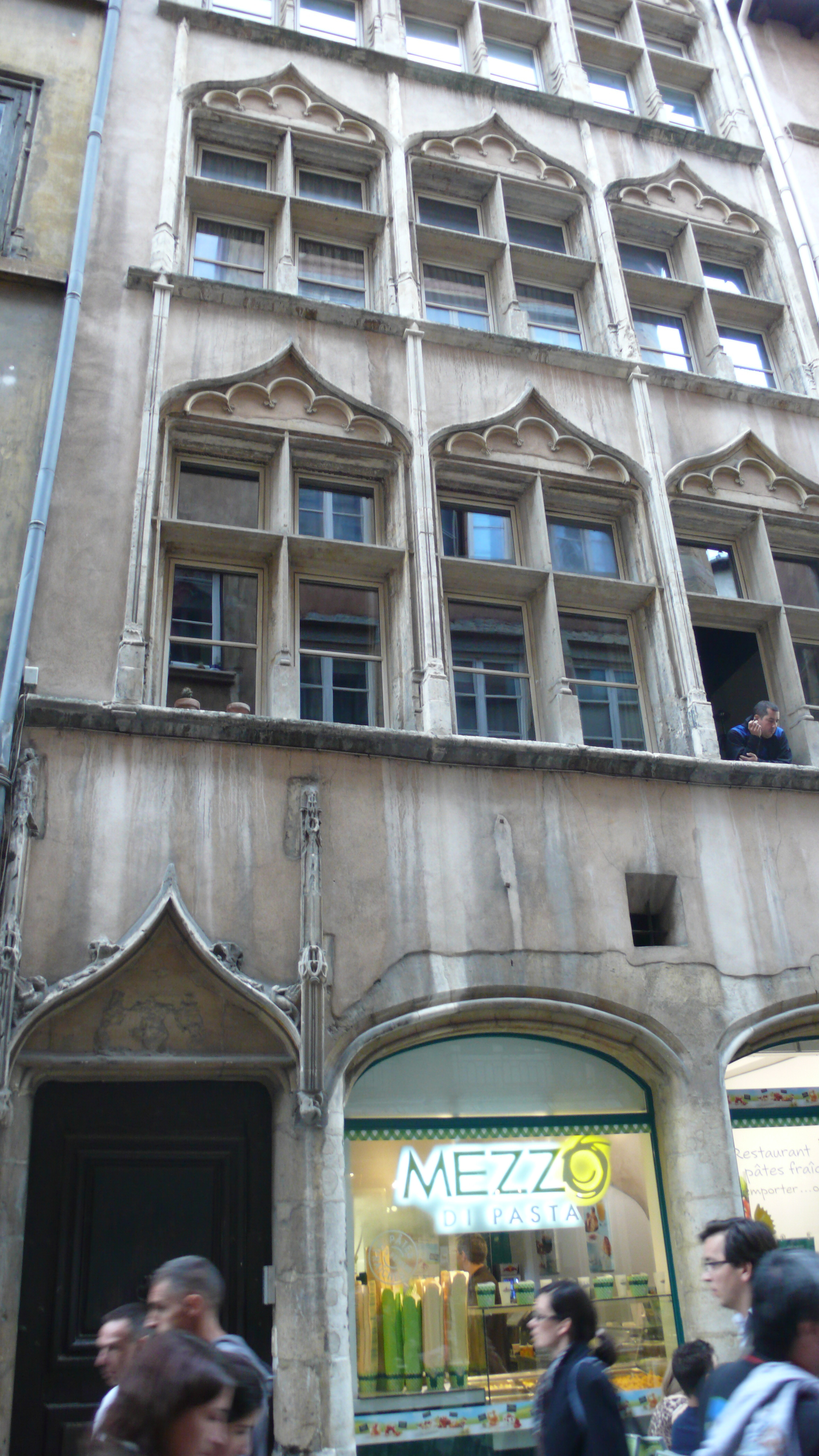
Mezzo di Pasta in Lyon

Mezzo di Pasta ist eine französische Schnellrestaurant-Kette. Sie ist auf das Zusammenstellen von „Nudelcups“ durch den Kunden spezialisiert. Der Konsument stellt, ähnlich wie bei Subway, aus mehreren einzelnen Produkten sein Gericht zusammen. Dieses wird dann für ihn frisch zubereitet.

## Geschichte
Mezzo di Pasta wurde 2002 gegründet und wurde 2004 zum Franchiseunternehmen. Die Restaurantkette war 2010 in Frankreich mit 120 über das Land verteilten Filialen stark vertreten, musste aber nach der Insolvenz im Jahr 2013 viele Standorte schließen, sodass heute (Stand Dezember 2020) noch 45 Betriebe existieren. Noch im gleichen Jahr übernahm Speed Rabbit Pizza das Unternehmen. Auch die bestehenden Filialen in den französischen Überseegebieten, Spanien, Andorra, Belgien, Schweiz, Polen, Slowakei, Libanon, Mexiko und Deutschland wurden geschlossen. Heute besteht außerhalb des französischen Festlandes nur eine Filiale auf La Réunion.